# Borneophrys edwardinae
Borneophrys edwardinae е вид жаба от семейство Megophryidae. Видът е уязвим и сериозно застрашен от изчезване.

## Разпространение
Разпространен е в Малайзия.

## Описание
Популацията на вида е намаляваща.